# Калитвенка 1
Калитвенка 1 — стоянка пізнього палеоліту, розташована на території Кам'янського району Ростовської області в місці впадіння річки Калитвинець у Сіверський Донець, в околицях станиці Калитвенської.

## Опис
Розрізняють майданчики Калитвенка-1а, Калитвенка-1б й Калитвенка-1в. Також називаються палеолітичними майстернями. 
Датуються пізньою порою середньої давньокам'яної доби в межах 45-40 тисяч. років тому. 
Найцікавіші майстерні, виявлені в Малій Піщаній балці, виходить до річки Калитвинець, приблизно в 500 метрах від її впадіння у Сіверський Донець.
Стоянка була відкрита в 1973 році Л. Я. Крижевською. Розташована на правій стороні балки, другої надзаплавної тераси. Площа стоянки становить близько 1500 м², висота над дном балки 15 м. Протягом ряду польових сезонів тут було зроблено три розкопи й виконано кілька шурфів. Загальна потужність відкладів становить 2-6 шарів, виділено 13 літологічних горизонтів. У 2−6 горизонтах виявлено 10 нуклеусів й близько 200 сколів. Переважна частина знахідок виявлена у 8-м и 9-м горизонтах. У дев'ятому горизонті на ділянці розміром 4х5 метров було знайдено багато нуклеподібних виробів, а також сколів, пластин, осколків й лусочок, що свідчить про виробничу ділянку, де відбувалася первинна обробка кварциту. Всього нуклеусів було виявлено 93 примірники — 18 у 8-му горизонті й 75 в 9-му. Кількість знайдених сколів — 202 у 8-му горизонті і 629 9-му. У цих двох горизонтах було також виявлено 27 знарядь з них 8 — макро-знарядь і 18 знарядь зі сколів. Серед макро-знарядь були 2 чоппери, 1 біфас й 5 рубаючих знарядь.
У басейні Сіверського Дінця невідомі інші стоянки, де були б майстерні, калитвенські — єдині давньокам'яні пам'ятки подібного роду на Руській рівнині.